# 郑保屯镇
郑保屯镇，是中华人民共和国山東省德州市夏津县下辖的一个乡镇级行政单位。

## 行政区划
郑保屯镇下辖以下地区：
郑保屯社区、柳元庄社区、邢庄社区、杨庄社区、珠东村、珠中村、珠西村、西李庄村、五屯村、七屯村和八屯村。